# 共青団路駅
共青団路駅（きょうせいだんろえき）は、中華人民共和国江蘇省南京市雨花台区雨花街道共青団路社区雨花南路と共青団路の交差点にある、南京地下鉄10号線の駅である。

## 駅名
駅名については、事業着手当初は南京地下鉄集団は「共青団路駅」の仮称を用いており、2021年11月30日に「共青団路駅」を駅名として第一次公示され、2021年12月22日に駅名が「共青団路駅」に決定したことが発表された。

## 隣の駅
南京地下鉄
■10号線
雨花台駅- 共青団路駅 - 安徳門駅